# Kanton Nevers-Centre
Der Kanton Nevers-Centre war von 1973 bis 2015 ein französischer Kanton im Arrondissement Nevers, im Département Nièvre und in der Region Burgund.
Der Kanton bestand aus einem Teil der Stadt Nevers. 